# Laniatores
Laniatores (лат.) — самый многочисленный (по числу видов) подотряд сенокосцев, на 2017 год включающий свыше 4 200 видов, распространённых по всему миру.
Название Laniatores образовано от лат. laniator — «мясник». Первый вид, включаемый в данный подотряд, был описан в 1818 году (Gonyleptes horridus).

## Описание
Эти сенокосцы имеют хватательные когтистые педипальпы и очень твёрдые покровы. Туловище и придатки бугристые, нередко с причудливыми выростами. Многие виды пёстро окрашены.

## Ареал
Большинство видов сосредоточено во влажных зонах, а именно в лесах тропиков и средней полосы. Представители распространены в Центральной и Южной Америке, южной половине Африки, в Индии, на Малайских островах, в Австралии. Наиболее обильны и разнообразны в тропической Америке. Самое большое семейство подотряда — Gonyleptidae (более 800 видов), эндемик неотропиков. В Палеарктике встречаются только немногие представители семейства Phalangodidae.

## Палеонтология
Находки Laniatores в ископаемом состоянии очень редки, древнейшие происходят из мелового бирманского янтаря. Также представители подотряда были найдены в балтийском и доминиканском янтарях.

## Классификация
Классификация подотряда не отличается стабильностью из-за описания новых видов и продолжающегося уточнения филогенетических связей.
В 2011 году в подотряд включали 8 надсемейств:
- Инфраотряд Insidiatores Loman, 1900 (возможно парафилетическая группа[8])
  - Надсемейство Travunioidea Absolon & Kratochvil, 1932 (3 семейства)
  - Надсемейство Triaenonychoidea Sørensen, 1886 (2 семейства, возможно парафилетическая группа[8])
- Инфраотряд Grassatores Kury, 2002
  - Надсемейство Assamioidea Sørensen, 1884 (2 семейства)
  - Надсемейство Epedanoidea Sørensen, 1886 (5 семейств)
  - Надсемейство Gonyleptoidea Sundevall, 1833 (7 семейств)
  - Надсемейство Phalangodoidea Simon, 1879 (1 семейство)
  - Надсемейство Samooidea Sørensen, 1886 (3 семейства)
  - Надсемейство Zalmoxoidea Sørensen, 1886 (6 семейств)

Потом на уровне группы семейства произведены следующие изменения, не всегда поддерживаемые другими систематиками:
- В надсемействе Triaenonychoidea понизили ранг семейства Synthetonychiidae до подсемейства Synthetonychiinae[1].
- Семейство Sandokanidae выделили из Epedanoidea в надсемейство Sandokanoidea[8].
- Изменён состав надсемейства Gonyleptoidea[8].